# 萨尼亚罗
萨尼亚罗是巴西伯南布哥州的一个市镇。总面积247.5平方公里，总人口18129人，人口密度73.2人/平方公里。